# Mike DiRubbo
Mike DiRubbo (New Haven, 25 juli 1970) is een Amerikaans jazzsaxofonist en -componist van de modernjazz.

## Biografie
DiRubbo speelde klarinet, maar schakelde op 12-jarige leeftijd over op de altsax, wat hij leerde als autodidact. Toen hij op de middelbare school zat, kreeg hij de kans om te spelen in een concert van het duo Dwike Mitchell/Willie Ruff, wat hem ertoe bracht een jazzmuzikant te worden. Van 1988 tot 1992 studeerde hij jazz aan de Hartt School aan de Universiteit van Hartford, waar hij les kreeg van Jackie McLean, Hotep Galeta, Peter Woodard, Nat Reeves en Rick Rozie. Zijn medestudenten waren Antoine Roney, Abraham Burton en Winard en Philip Harper. Hij verhuisde in 1997 naar New York, waar hij sindsdien werkt als muzikant, bandleider en muziekleraar.
DiRubbo speelde o.a. met Tony Reedus, Larry Willis, Eddie Henderson, Clarence 'Gatemouth' Brown, Dwayne Burno, Peter Washington, Carl Allen, John Hicks en Cecil Payne. Tot nu toe (2019) bracht hij zeven albums uit onder zijn eigen naam. Als saxofonist wordt DiRubbo stilistisch beïnvloed door Jackie McLean, Benny Carter, Johnny Hodges en Charlie Parker. Op het gebied van jazz was hij tussen 1994 en 2017 betrokken bij 34 opnamesessies, waaronder ook met Jim Rotondi, Brian Charette, Mario Pavone, Joe Magnarelli en Tom Tallitsch. 

## Privéleven
DiRubbo is getrouwd met saxofoniste Lauren Sevian.

## Discografie
- 1994: From the Inside Out (SharoNine), met Steve Davis, Bruce Barth, Nat Reeves, Carl Allen
- 2001: Keep Steppin’ (Criss Cross Jazz), met Jim Rotondi, Mike LeDonne, Dwayne Burno, Joe Farnsworth
- 2002: Human Spirit (Criss Cross), met Jim Rotondi, David Hazeltine, Peter Washington, Joe Farnsworth
- 2006: New York Accent (CellarLive), met Harold Mabern, Dwayne Burno, Tony Reedus
- 2006: Repercussion (PosiTone), met Steve Nelson, Dwayne Burno, Tony Reedus
- 2010: Chronos (PosiTone), met Brian Charette, Rudy Royston
- 2011: Mike DiRubbo and Larry Willis: Four Hands One Heart (Ksanti)
- 2013: Threshold (Ksanti), met Josh Evans, Brian Charette, Ugonna Okegwo, Rudy Royston
- 2017:  Live at Smalls (SmallsLive), met Brian Charette, Ugonna Okegwo, Jongkuk Kim

- International Standard Name Identifier: 0000 0004 6534 2044
- Library of Congress Control Number: no2014118915
- MusicBrainz: 497dfe3c-3f88-46dc-a67c-3df2e51558f6
- Virtual International Authority File: 168083422
- WorldCat: E39PBJt8f9XGMMhFtV3Dp789jC